# Фонд гарантирования вкладов физических лиц
Фонд гарантирования вкладов физических лиц (ФГВФЛ) (укр. фонд гарантування вкладів фізичних осіб) — учреждение, которое выполняет специальные функции в сфере гарантирования вкладов физических лиц, вывода неплатежеспособных банков с рынка и ликвидации  банков на Украине

## История
Фонд создан по Указу Президента Украины «О мерах по защите прав физических лиц — вкладчиков коммерческих банков Украины» № 996/98 от 10 сентября 1998 года
При этом начальный размер возмещений составлял 500 грн. Функционирование этого института до 2012 года было урегулировано Законом Украины «О Фонде гарантирования вкладов физических лиц».
С 21 сентября 2012 г. деятельность системы регулируется Законом Украины «О системе гарантирования вкладов физических лиц». Согласно Ст. 26 Закона Фонд гарантирует каждому вкладчику в каждом банке возмещение средств по вкладам, включая проценты по состоянию на день начала процедуры выведения банка из рынка, но не больше максимальной суммы гарантирования, принятой на этот день, независимо от количества вкладов в одном банке.

## Функционирование
Возмещению вкладов до указанной суммы подлежат все вклады, размещённые одним вкладчиком на нескольких счетах в одном банке или в разных банках, а также в различных валютах (по курсу НБУ на день начала процедуры выведения Фондом банка из рынка). Некоторые исключения: Фонд не возмещает средства, переданные банку в доверительное управление; по вкладу, подтвержденному сберегательным (депозитным) сертификатом на предъявителя; средства, размещённые связанными с банком лицами; средства вкладчиков, которые на индивидуальной основе получают от банка льготные проценты и имеют финансовые привилегии; вклады, которые используются в качестве обеспечения исполнения обязательства перед этим банком; вклады в филиалах иностранных банков; вклады в банковских металлах, а также на счетах, находящихся под арестом.
Выплата Фондом гарантированной суммы возмещения через отделения банков-агентов начинается не позднее 20 рабочих дней (для банков база данных которых превышает 500 000 счетов - не позднее 30 рабочих дней) от дня начала процедуры выведения банка из рынка. Выплаты продолжаются до дня подачи документов для внесения записи в Единый государственный реестр записи о ликвидации банка как юридического лица. Фонд приобретает право кредитора относительно банка на всю сумму, подлежащую возмещению. Процедура возмещения вкладов дальнейшем детализируется Положением «О порядке возмещения Фондом гарантирования вкладов физических лиц средств по вкладам физических лиц».
Фонд является учреждением, выполняющим специальные функции в сфере гарантирования вкладов физических лиц, выведения неплатежеспособных банков с рынка и ликвидации банков. Кроме этого, он имеет статус юридического лица публичного права, обладает обособленным имуществом, которое является объектом права государственной собственности и находится в его полном хозяйственном ведении. Фонд является экономически самостоятельным учреждением, которое не имеет целью получение прибыли. Руководящими органами Фонда являются административный совет и исполнительная дирекция. Административный совет состоит из пяти членов, которые делегируются КМУ (1), НБУ (2) и Верховным Советом Украины (1) и, в частности, утверждает стратегию развития Фонда, инвестиционную политику и годовой инвестиционный план, утверждает персональный состав исполнительной дирекции, принимает решения об увеличении максимальной гарантированной суммы.
Исполнительная дирекция решает вопросы, связанные с текущей деятельностью Фонда. Она разрабатывает и представляет на утверждение административному совету смету расходов Фонда, годовой отчет, а также принимает нормативно-правовые акты Фонда. Кроме этого исполнительная дирекция принимает решение о введении специального сбора в Фонд от банков.
Участниками Фонда являются все банки, имеющие  лицензию на право осуществлять банковскую деятельность, кроме АТ «Ощадбанк». В случае отзыва банковской лицензии НБУ Фонд исключает банк из числа участников Фонда.
Какие гарантии предоставляет Фонд Гарантирования Вкладов
Гарантирование вкладов физических лиц предусматривает:
- выплата депозита с процентами, начисленными на момент принятия Нацбанком решения про ликвидацию учреждения;
- размер компенсации зависит от суммарного размера вклада в одном банке, не превышает 200 тыс. грн;
- возмещение выплачивается в гривнах, валютные вклады компенсируются исходя из курса Нацбанка.

Информация про начало выплат, данные по каждому банку есть на официальном сайте Фонда. Также, на нём можно узнать где именно можно получить деньги.
Условия возмещения депозитов
Для получения компенсации необходимо предоставить:
- паспорт,
- идентификационный код,
- депозитный договор.[4]

По данным сайта Фонда гарантирования вкладов физических лиц www.fg.org.ua по состоянию на июль 2019 года в Фонде находится 75 банков-участников. Фонд осуществляет процедуру ликвидации 78 банков.